# Plumelec
Plumelec (in bretone Pluveleg) è un comune francese di 2 691 abitanti situato nel dipartimento del Morbihan nella regione della Bretagna.

## Società

### Evoluzione demografica
Abitanti censiti